# Likeleli Alinah Thamae
Likeleli Alinah Thamae (4 de enero de 1978) es una deportista lesotense que compitió en taekwondo. Ganó tres medallas en el Campeonato Africano de Taekwondo entre los años 1996 y 2003.

## Palmarés internacional
| Campeonato Africano | Campeonato Africano       | Campeonato Africano | Campeonato Africano |
| Año                 | Lugar                     | Medalla             | Categoría           |
| ------------------- | ------------------------- | ------------------- | ------------------- |
| 1996                | Johannesburgo (Sudáfrica) | Medalla de oro      | –51 kg              |
| 1998                | Nairobi (Kenia)           | Medalla de oro      | –51 kg              |
| 2003                | Abuya (Nigeria)           | Medalla de bronce   | –51 kg              |